# Шпенглеров куп 2012.
Шпенглеров куп 2012. представља 86. по реду издање традиционалног предновогодишњег турнира у хокеју на леду који се сваке године одржава у периоду између 26. и 31. децембра у швајцарском зимовалишту Давосу. Домаћин турнира је ХК Давос, а све утакмице су се играле у Вајлант арени.
Учествује укупно 6 екипа подељених у две групе са по 3 тима. Групе носе имена легендарних швајцарских хокејаша Бибија Торијанија и Ханса Катинија. Титулу победника из претходне године бранила је екипа домаћина Давоса.
Титулу, петнаесту по реду освојила је екипа Тим Канада која је у финалу победила домаћина, екипу Давоса са 7:2. За најефикаснијег играча турнира проглашен је играч Фрибур Готерона, Швајцарац Жулиен Спрунгер са освојених 6 поена (2 гола и 4 асистенције). Најбољи стрелац је нападач Давоса Патрик Кејн са 4 погодака.

## Учесници
На турниру учествује следећих 6 екипа (домаћин задржава право избора учесника турнира):
- ХК Давос (домаћин и бранилац титуле из 2011)
- Тим Канада (чине га канадски играчи који играју у Европи)
- ХК Адлер Манхајм
- ХК Фрибур Готерон
- ХК Витковице Стил
- ХК Салават Јулаев (представник КХЛ лиге)

Жреб за групну фазу такмичења одржан је 24. августа 2012.

## Судије
Списак судија турнира:
| Главни судија   | Линијски судија |
| --------------- | --------------- |
| Грем Скилитер   | Роже Арм        |
| Данијел Пијачек | Николас Флури   |
| Антонин Јерабек | Андреас Келер   |
| Брент Реибер    | Јорис Милер     |
| Стефан Рошет    | Михаел Тшериг   |

## Групна фаза
Легенда
- П (победа у регуларном времену) – 3 поена
- ПП (победа након продужетака или пенала) – 2 поена
- ИП (пораз након продужетака или пенала) – 1 поен
- И (пораз у регуларном времену) – 0 поена

|  | Директан ласман у полуфинале |
|  | Пласман у четвртфинале       |

### Група Торијани
| 26. децембар 2012. 15:00 | ХК Фрибур Готерон | 5:1 (0:1,2:0,3:0) | ХК Салават Јулаев | Вајлант арена, Давос Посетилаца: 6.504 |

| Извор | Извор                   | Извор                    | Извор     | Извор                                                                       |
| --- | ----------------------- | ------------------------ | --------- | --------------------------------------------------------------------------- |
| | Бенјамин Конц           | Голмани                  | Иро Тарки | Судије Данијел Пијачек Грем Скилитер Линијске судије Роже Арм Николас Флури |
| Бењамин Плус - 25:20 (ШХ) Грегори Маулдин - 26:45 Андреј Биков - 49:01 Јулијен Спрингер - 53:01 Мајк Кноефли - 56:27 | 0:1 1:1 2:1 3:1 4:1 5:1 | 15:06 - Игор Мирнов (ПП) |           | Судије Данијел Пијачек Грем Скилитер Линијске судије Роже Арм Николас Флури |
| 12 мин | Искључења               | 16 мин                   |           | Судије Данијел Пијачек Грем Скилитер Линијске судије Роже Арм Николас Флури |
| 35 | Шутеви на гол           | 32                       |           | Судије Данијел Пијачек Грем Скилитер Линијске судије Роже Арм Николас Флури |

| 27. децембар 2012. 15:00 | ХК Витковице Стил | 4:5 пр. (2:1,2:2,0:1,0:1) | ХК Салават Јулаев | Вајлант арена, Давос Посетилаца: 6.504 |

|                                                                                       | Роман Малек                                           | Голмани | Тиро Тарки | Судије Данијел Пијачек Брент Реибер Линијске судије Николас Флури Андреас Келер |
| Рудолф Хуна - 06:17 Рудолф Хуна - 10:00 Ондреј Роман - 21:01 Владимир Свацина - 26:45 | 1 - 0 2 - 0 2 - 1 3 - 1 3 - 2 4 - 2 4 - 3 4 - 4 4 - 5 | 14:42 - Сергеј Зиновјев 23:01 - Игор Мирнов 34:14 - Сергеј Зиновјев 40:24 - Никита Филатов 61:16 - Кирил Колтсов |            | Судије Данијел Пијачек Брент Реибер Линијске судије Николас Флури Андреас Келер |
| 12 мин                                                                                | Искључења                                             | 6 мин |            | Судије Данијел Пијачек Брент Реибер Линијске судије Николас Флури Андреас Келер |
| 25                                                                                    | Шутеви на гол                                         | 33 |            | Судије Данијел Пијачек Брент Реибер Линијске судије Николас Флури Андреас Келер |

| 28. децембар 2012. 15:00 | ХК Фрибур Готерон | 1:2 (0:1,0:1,1:0) | ХК Витковице Стил | Вајлант арена, Давос Посетилаца: 6.504 |

| Извор                    | Извор         | Извор                                   | Извор          | Извор                                                                         |
| ------------------------ | ------------- | --------------------------------------- | -------------- | ----------------------------------------------------------------------------- |
|                          | Кори Шнајдер  | Голмани                                 | Филип Синделар | Судије Стефан Рошет Грем Скилитер Линијске судије Андреас Келер Михаел Тшериг |
| Јулијен Спрунгер - 44:39 | 0:1 0:2 1:2   | 08:50 - Роман Штурц 21:45 - Рудолф Хуна |                | Судије Стефан Рошет Грем Скилитер Линијске судије Андреас Келер Михаел Тшериг |
| 8 мин                    | Искључења     | 12 мин                                  |                | Судије Стефан Рошет Грем Скилитер Линијске судије Андреас Келер Михаел Тшериг |
| 39                       | Шутеви на гол | 17                                      |                | Судије Стефан Рошет Грем Скилитер Линијске судије Андреас Келер Михаел Тшериг |

| Екипа             | Ут. | П | ПП | ИП | И | Г+ | Г- | Бод |
| ----------------- | --- | - | -- | -- | - | -- | -- | --- |
| ХК Витковице Стил | 2   | 1 | 0  | 1  | 0 | 6  | 6  | 4   |
| ХК Фрибур Готерон | 2   | 1 | 0  | 0  | 1 | 6  | 3  | 3   |
| ХК Салават Јулаев | 1   | 0 | 1  | 0  | 1 | 6  | 9  | 2   |

### Група Катини
| 26. децембар 2012. 20:15 | Канада | 1:2 пр. (0:1,0:0,1:0,0:1) | ХК Адлер Манхајм | Вајлант арена, Давос Посетилаца: 6.504 |

| Извор                 | Извор          | Извор                                           | Извор        | Извор                                                                         |
| --------------------- | -------------- | ----------------------------------------------- | ------------ | ----------------------------------------------------------------------------- |
|                       | Џонатан Берние | Голмани                                         | Денис Ендрас | Судије Антонин Јерабек Стефан Рошет Линијске судије Андреас Келер Јорис Милер |
| Тајлер Сегуин - 49:30 | 0:1 1:1 1:2    | 15:54 - Адам Мичел (ПП) 63:00 - Џејсон Поминвил |              | Судије Антонин Јерабек Стефан Рошет Линијске судије Андреас Келер Јорис Милер |
| 10 мин                | Искључења      | 12 мин                                          |              | Судије Антонин Јерабек Стефан Рошет Линијске судије Андреас Келер Јорис Милер |
| 35                    | Шутеви на гол  | 21                                              |              | Судије Антонин Јерабек Стефан Рошет Линијске судије Андреас Келер Јорис Милер |

| 27. децембар 2012. 20:15 | ХК Давос | 0:5 (0:2,0:2,0:1) | Канада | Вајлант арена, Давос Посетилаца: 6.504 |

| Извор  | Извор               | Извор | Извор        | Извор                                                                       |
| ------ | ------------------- | --- | ------------ | --------------------------------------------------------------------------- |
|        | Рето Бера           | Голмани | Деван Дубњук | Судије Грем Скилитер Антонин Јерабек Линијске судије Роже Арм Михаел Тшериг |
|        | 0:1 0:2 0:3 0:4 0:5 | 09:16 - Џон Таварес (ПП) 10:01 - Рајан Смит 25:02 - Бајрон Ричи (ШХ) 32:23 - Бајрон Ричи (ПП) 54:01 - Џејсон Вилијамс |              | Судије Грем Скилитер Антонин Јерабек Линијске судије Роже Арм Михаел Тшериг |
| 16 мин | Искључења           | 10 мин |              | Судије Грем Скилитер Антонин Јерабек Линијске судије Роже Арм Михаел Тшериг |
| 25     | Шутеви на гол       | 41 |              | Судије Грем Скилитер Антонин Јерабек Линијске судије Роже Арм Михаел Тшериг |

| 28. децембар 2012. 20:15 | ХК Адлер Манхајм | 2:6 (1:0,1:3,0:3) | ХК Давос | Вајлант арена, Давос Посетилаца: 6.504 |

|                                                  | Денис Ендрас  | Голмани | Леонардо Ђенони | Судије Антонин Јерабек Брент Реибер Линијске судије Роже Арм Јорис Милер |
| Денис Сеиндеберг - 03:18 Флориан Кетемер - 23:11 |               | 24:15 - Енцо Корви 28:45 - Дино Визер (ПП) 31:14 - Дино Визер 40:54 - Луи Ериксон 48:28 - Грегори Хофман 50:07 - Сантери Алатало |                 | Судије Антонин Јерабек Брент Реибер Линијске судије Роже Арм Јорис Милер |
| 2 мин                                            | Искључења     | 2 мин |                 | Судије Антонин Јерабек Брент Реибер Линијске судије Роже Арм Јорис Милер |
| 34                                               | Шутеви на гол | 34 |                 | Судије Антонин Јерабек Брент Реибер Линијске судије Роже Арм Јорис Милер |

| Екипа            | Ут. | П | ПП | ИП | И | Г+ | Г- | Бод |
| ---------------- | --- | - | -- | -- | - | -- | -- | --- |
| Тим Канада       | 2   | 1 | 0  | 1  | 0 | 6  | 2  | 4   |
| ХК Давос         | 2   | 1 | 0  | 0  | 1 | 6  | 7  | 3   |
| ХК Адлер Манхајм | 1   | 0 | 1  | 0  | 1 | 4  | 7  | 2   |

## Елиминациона рунда

### Четвртфинале
| 29. децембар 2012. 15:00 | ХК Фрибур Готерон | 5:2 (1:0,2:1,2:1) | ХК Адлер Манхајм | Вајлант арена, Давос Посетилаца: 5.604 |

| Извор | Извор                       | Извор                                     | Извор          | Извор                                                                 |
| --- | --------------------------- | ----------------------------------------- | -------------- | --------------------------------------------------------------------- |
| | Бењамин Конц                | Голмани                                   | Феликс Брукман | Судије Брент Реибер Стефан Рошет Линијске судије Роже Арм Јорис Милер |
| Gregory Mauldin (ШХ) - 02:57 Бењамин Плус (ПП) - 21:03 Максим Талбот - 34:50 Кристијан Дубе (ПП) - 49:07 Јулијен Спрунгер - 56:04 | 1:0 2:0 2:1 3:1 3:2 4:2 5:2 | 29:18 - Франк Мауер 45:29 - Матиас Плахта |                | Судије Брент Реибер Стефан Рошет Линијске судије Роже Арм Јорис Милер |
| 4 мин | Искључења                   | 6 мин                                     |                | Судије Брент Реибер Стефан Рошет Линијске судије Роже Арм Јорис Милер |
| 26 | Шутеви на гол               | 24                                        |                | Судије Брент Реибер Стефан Рошет Линијске судије Роже Арм Јорис Милер |

| 29. децембар 2012. 20:15 | ХК Давос | 7:5 (5:1,2:2,0:2) | ХК Салават Јулаев | Вајлант арена, Давос Посетилаца: 6.504 |

| Извор | Извор                                           | Извор | Извор                    | Извор                                                                              |
| --- | ----------------------------------------------- | --- | ------------------------ | ---------------------------------------------------------------------------------- |
| | Леонардо Ђенони                                 | Голмани | Тиро Тарки Вадим Тарасов | Судије Антонин Јерабек Данијел Пијачек Линијске судије Николас Флури Михаел Тшериг |
| Јозеф Мара - 02:02 Луи Ериксон - 03:24 Џо Торнтон - 06:57 Сантери Алатало - 15:09 Петр Сикора (ПП) - 16:29 Патрик Кејн - 26:58 Патрик Кејн - 29:28 | 1:0 1:1 2:1 3:1 4:1 5:1 5:2 5:3 6:3 7:3 7:4 7:5 | 02:10 - Игор Мусатов 20:58 - Александар Свитов 26:08 - Денис Паршин (ПП) 45:30 - Анти Пилстром (ПП) 53:28 - Игор Мирнов (ПП) |                          | Судије Антонин Јерабек Данијел Пијачек Линијске судије Николас Флури Михаел Тшериг |
| 18 мин | Искључења                                       | 18 мин |                          | Судије Антонин Јерабек Данијел Пијачек Линијске судије Николас Флури Михаел Тшериг |
| 32 | Шутеви на гол                                   | 33 |                          | Судије Антонин Јерабек Данијел Пијачек Линијске судије Николас Флури Михаел Тшериг |

### Полуфинале
| 30. децембар 2012. 15:00 | Тим Канада | 5:1 (1:0,2:1,2:0) | ХК Фрибур Готерон | Вајлант арена, Давос Посетилаца: 6.504 |

| Извор | Извор                   | Извор                         | Извор                     | Извор                                                                           |
| --- | ----------------------- | ----------------------------- | ------------------------- | ------------------------------------------------------------------------------- |
| | Деван Дубњук            | Голмани                       | Кори Шнајдер Бењамин Конц | Судије Данијел Пијачек Стефан Рошет Линијске судије Николас Флури Михаел Тшериг |
| Џејсон Спеца (ПП) - 16:32 Марк-Антонио Пулио - 22:47 Мет Духен (ШХ) - 36:05 Carlo Colaiacovo - 46:25 Мет Духен - 54:34 | 1:0 2:0 3:0 3:1 4:1 5:1 | 36:29 - Џоел Квиатковски (ПП) |                           | Судије Данијел Пијачек Стефан Рошет Линијске судије Николас Флури Михаел Тшериг |
| 26 мин | Искључења               | 10 мин                        |                           | Судије Данијел Пијачек Стефан Рошет Линијске судије Николас Флури Михаел Тшериг |
| 33 | Шутеви на гол           | 26                            |                           | Судије Данијел Пијачек Стефан Рошет Линијске судије Николас Флури Михаел Тшериг |

| 30. децембар 2012. 20:15 | ХК Витковице Стил | 4:5 (0:1,2:2,2:2) | ХК Давос | Вајлант арена, Давос Посетилаца: 6.504 |

| Извор                                                                                   | Извор                               | Извор                                                                                                   | Извор     | Извор                                                                          |
| --------------------------------------------------------------------------------------- | ----------------------------------- | --- | --------- | ------------------------------------------------------------------------------ |
|                                                                                         | Филип Синделар                      | Голмани                                                                                                 | Рето Бера | Судије Брент Реибер Graham Skilliter Линијске судије Андреас Келер Јорис Милер |
| Лукас Климек - 27:31 Томас Куделка - 31:09 Роман Штурц - 42:42 Владимир Свачина - 54:37 | 0:1 1:1 1:2 2:2 2:3 3:3 3:4 4:4 4:5 | 11:48 - Патрик Кејн 31:45 - Грегори Хофман 36:02 - Дарио Бурглер 46:28 - Џо Торнтон 59:38 - Патрик Кејн |           | Судије Брент Реибер Graham Skilliter Линијске судије Андреас Келер Јорис Милер |
| 4 мин                                                                                   | Искључења                           | 4 мин                                                                                                   |           | Судије Брент Реибер Graham Skilliter Линијске судије Андреас Келер Јорис Милер |
| 40                                                                                      | Шутеви на гол                       | 35 |           | Судије Брент Реибер Graham Skilliter Линијске судије Андреас Келер Јорис Милер |

### Финале
| 31. децембар 2012. 12:00 | Тим Канада | 7:2 (3:1,2:0,2:1) | ХК Давос | Вајлант арена, Давос |

| Извор | Извор | Извор | Извор | Извор |
| ----- | ----- | ----- | ----- | ----- |
|       |       |       |       |       |
|       |       |       |       |       |
|       |       |       |       |       |
|       |       |       |       |       |

## Победник
| Победник Шпенглеровог купа 2012. |
| -------------------------------- |
|                                  |
| Тим Канада 12. титула            |

## Статистика

### Идеална постава турнира
| Позиција    | Играч            | Екипа             |
| ----------- | ---------------- | ----------------- |
| Голман      | Денис Ендрас     | ХК Адлер Манхајм  |
| Одбрана     | Сантери Алатало  | ХК Давос          |
| Одбрана     | Денис Зајденберг | ХК Адлер Манхајм  |
| Десно крило | Патрик Кејн      | ХК Давос          |
| Центар      | Мет Душен        | Тим Канада        |
| Лево крило  | Жулиен Спрунгер  | ХК Фрибур Готерон |

### Најефикаснији играчи турнира
| Играч           | Екипа             | Ут | Г | A | Бод. |
| --------------- | ----------------- | -- | - | - | ---- |
| Жулиен Спрунгер | ХК Фрибур Готерон | 4  | 3 | 2 | 5    |
| Патрис Бержерон | Тим Канада        | 4  | 1 | 4 | 5    |
| Андреј Биков    | ХК Фрибур Готерон | 4  | 1 | 4 | 5    |
| Патрик Кејн     | ХК Давос          | 5  | 4 | 1 | 5    |
| Џо Торнтон      | ХК Давос          | 5  | 2 | 3 | 5    |

Ут = Одиграо утакмица; Г = Голова; A = Асистенција; Бод. = Укупно бодова